# Mainhausen
Mainhausen är en kommun i Landkreis Offenbach i Regierungsbezirk Darmstadt i förbundslandet Hessen i Tyskland. Kommunen bildades 1 januari 1977 genom en sammanslagning av de tidigare kommunerna Mainflingen und Zellhausen.